# ساهر الليل 3: وطن النهار (مسلسل)
ساهر الليل 3: وطن النهار، مسلسل تلفزيوني كويتي. وهو الجزء الثالث من مسلسل ساهر الليل من إخراج محمد دحام الشمري وتأليف فهد العليوة. تدور أحداث المسلسل خلال الغزو العراقي للكويت في التسعينات من القرن الماضي. بدأ تصوير المسلسل في 2 مايو 2012 واستمر تصويره حتى بداية عرضه.
كما عرض بعض القنوات الخليجية، ومنها قناتي الراي وإم بي سي وسما دبي.

## الفنانون المشاركون بالعمل
| الفنان/ة          | الدور             |
| ----------------- | ----------------- |
| جاسم النبهان      | خالد              |
| باسمة حمادة       | عايشة             |
| أحمد السلمان      | جاسم              |
| أحمد الهزيم       | أحمد              |
| محمد المنيع       | أبو خالد          |
| محمود بوشهري      | محمد              |
| ملاك              | حنان              |
| عبد الله بوشهري   | يوسف              |
| هيا عبد السلام    | مريم              |
| فؤاد علي          | فيصل              |
| نور               | غادة              |
| ريم إرحمة         | نوف               |
| عبد المحسن القفاص | راشد              |
| محمد صفر          | فهد               |
| يوسف البلوشي      | سالم              |
| فيصل العميري      | سامي              |
| شوق الهادي        | فاطمة             |
| حمد أشكناني       | مصور (ضيف شرف)    |
| خالد أمين         | الدكتور (ضيف شرف) |
| ياسة              | أم فهد (ضيف شرف)  |
| محمد جابر         | ناصر (ضيف شرف)    |
| عبد الله الزيد    | اسير              |
| عبد المحسن النمر  | طلال (ضيف شرف)    |
| إسماعيل الراشد    | أبو جابر          |